# Slottsholmen, Kalmar

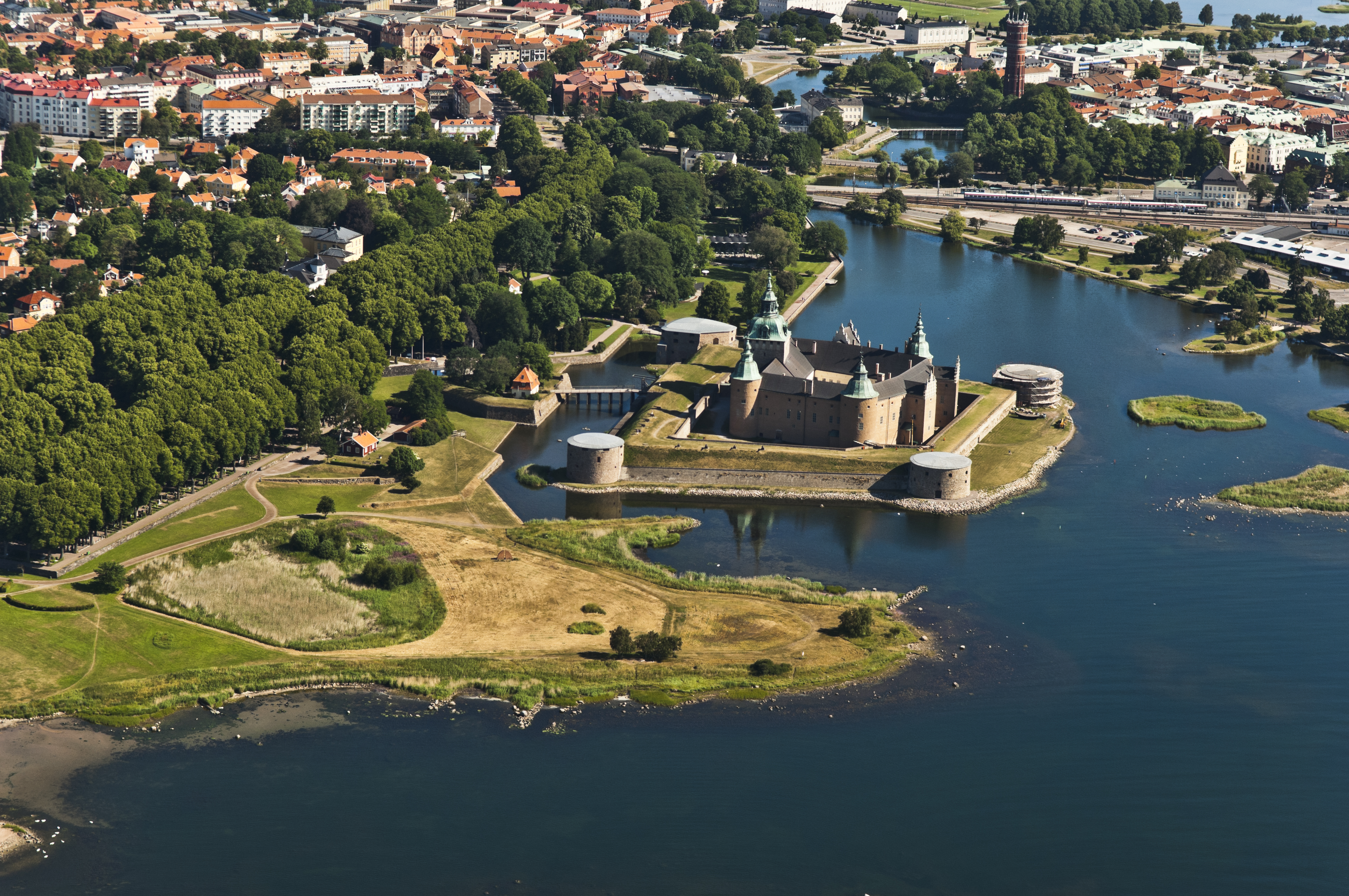
Slottsholmen i Kalmar med Kalmar slott.

Slottsholmen är en mindre ö i Kalmar som idag helt upptas av Kalmar Slott. På Slottsholmen växte en tätort fram på 1100-talet som utvecklades till att bli Kalmar stad. Befolkningen på Slottsholmen flyttade i slutet av 1200-talet till Gamla staden på fastlandet i samband med att Kalmar Slott byggdes.
Under första hälften av 1100-talet fanns rikligt med bebyggelse på Slottsholmen. Det finns arkeologiska fynd av ekonomibyggnader såsom kök och stall i utförande likt vad som är vanligt i stadsliknande miljöer. Fynden vittnar om att det även funnits betydligt mer bebyggelse än vad som hittills är utgrävt. För att skydda bebyggelsen restes ett försvarstorn på Slottsholmen. Tornet uppfördes sannolikt under slutet av 1100-talet. Dateringen av den övriga tidiga bebyggelsen på Slottsholmen är osäker. Troligtvis utfördes järnbearbetning på ön innan tornet restes. Från första till senare hälften av 1100-talet övergick boskapen på Slottsholmen successivt från svin till får och getter, vilket är typiskt tecken på ökad urbanisering. Under senare delen av 1100-talet ökade importen av utländska varor från Nederländerna, Tyskland och England. Spår av humle daterat till första hälften av 1200-talet vittnar om att det i närområdet funnits ett bryggeri för ölproduktion.
Det finns teorier om att ön ursprungligen var en landtunga som skurits av från fastlandet genom ett dike. Under äldre medeltid var ön ca 130 m lång i öst- västlig riktning och 110 m bred från i nord- sydlig riktning. Under andra hälften av 1100-talet expanderades Slottsholmen med hjälp av fyllnadsmaterial bestående av bland annat avfall, djurdynga och träkol som slutligen täcktes med sten. Ön expanderades åt norr, syd och öster.
Under andra hälften av 1200-talet byggdes en ringmur på Slottsholmen. Muren byggdes sannolikt under perioden 1255 till 1286 och bebyggelsen på ön fick ge plats för uppförandet av Kalmar slott. Invånarna på Slottsholmen fick flytta till den stadskärna som växte fram på fastlandet väster om ön, som senare kom att kallas Gamla staden.
Arkeologiska undersökningar av ursprungsstaden på Slottsholmen försvåras kraftigt av att nästan hela öns yta upptas av Kalmar slott.